# Amenemés III
Nimaetré Amenemate III ou Amenemés III (em egípcio: Nj Mˁ3t-Rˁ Jmn M-ḥ3.t) foi o sexto faraó da XII dinastia do Antigo Egito, governando entre 1 839 a.C. até 1 815 a.C. e sendo considerado um dos soberanos mais importantes do Império Médio. Era o filho mais velho do rei Sesóstris III, tendo o seu pai feito dele co-regente quando ainda era vivo. A co-regência durou por 20 anos.
Alguns estudiosos identificam Amenemés III com o faraó anônimo citado em Gênesis 12:15–20, o mesmo a quem atendeu a Abraão e Sara e sua comitiva para o Egito.

## Data de reinado
Segundo Manetão, Amenemés III teria governado apenas oito anos, mas os vários monumentos que mandou construir contradizem a ideia de um curto reinado. Parece mais provável que tenha governado durante quarenta e cinco anos, de acordo com o estabelecido no Cânone de Turim.

## Reinado

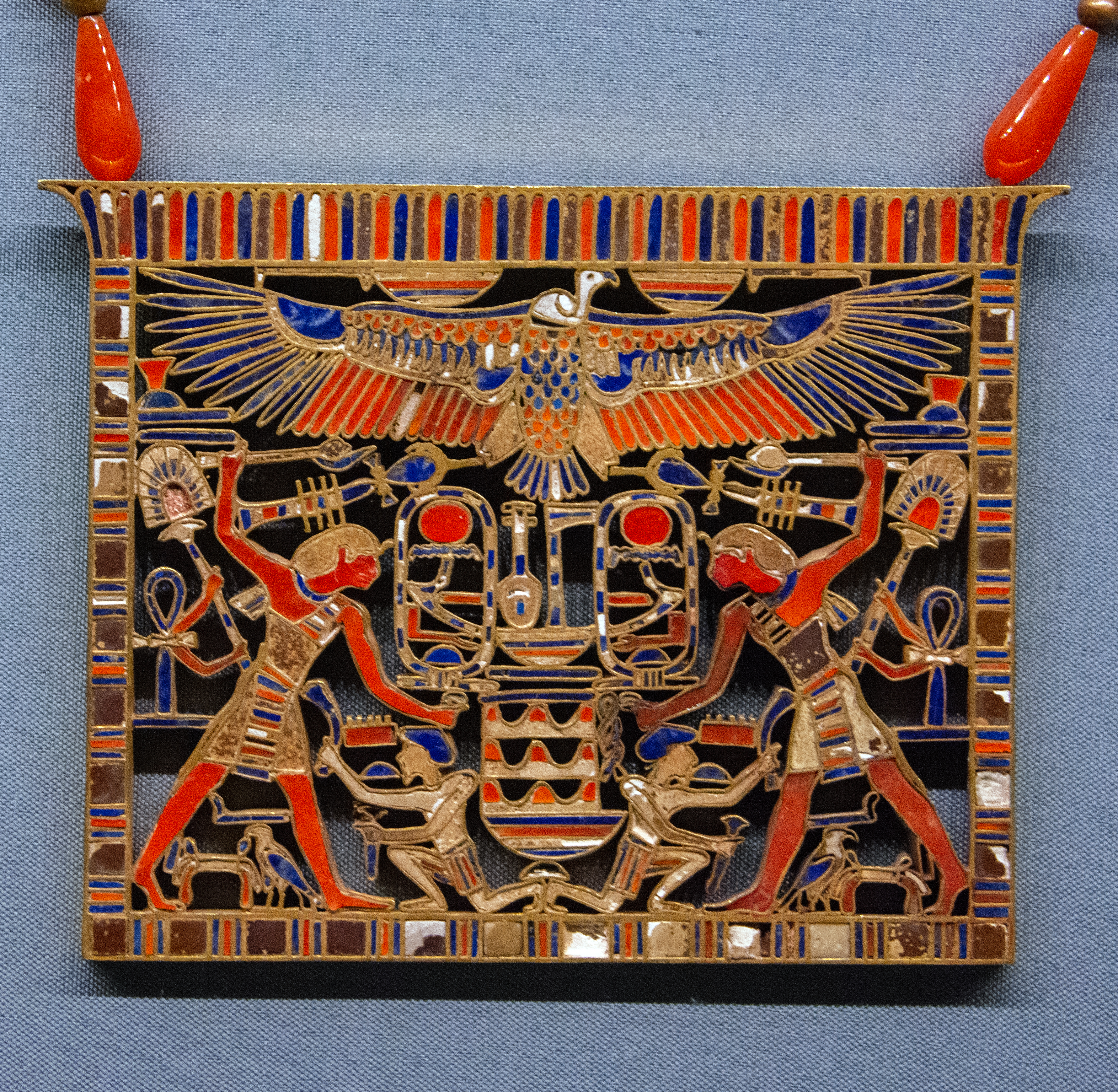
Peitoral de Amenemés III na tumba de Mererete

O seu reinado foi pacífico, tendo o rei se dedicado ao desenvolvimento econômico do Egito. Foram explorados os recursos minerais do Sinai, fato comprovado pela existência naquela região de sessenta inscrições relativas ao seu reinado. As pedreiras da região do Uádi Hamamate, a leste do vale do Nilo, foram também intensamente exploradas.
Foi durante o reinado deste monarca que se concluíram os trabalhos de construção de barragens e canais que valorizam o oásis do Faium como região agrícola. 

### Pirâmides

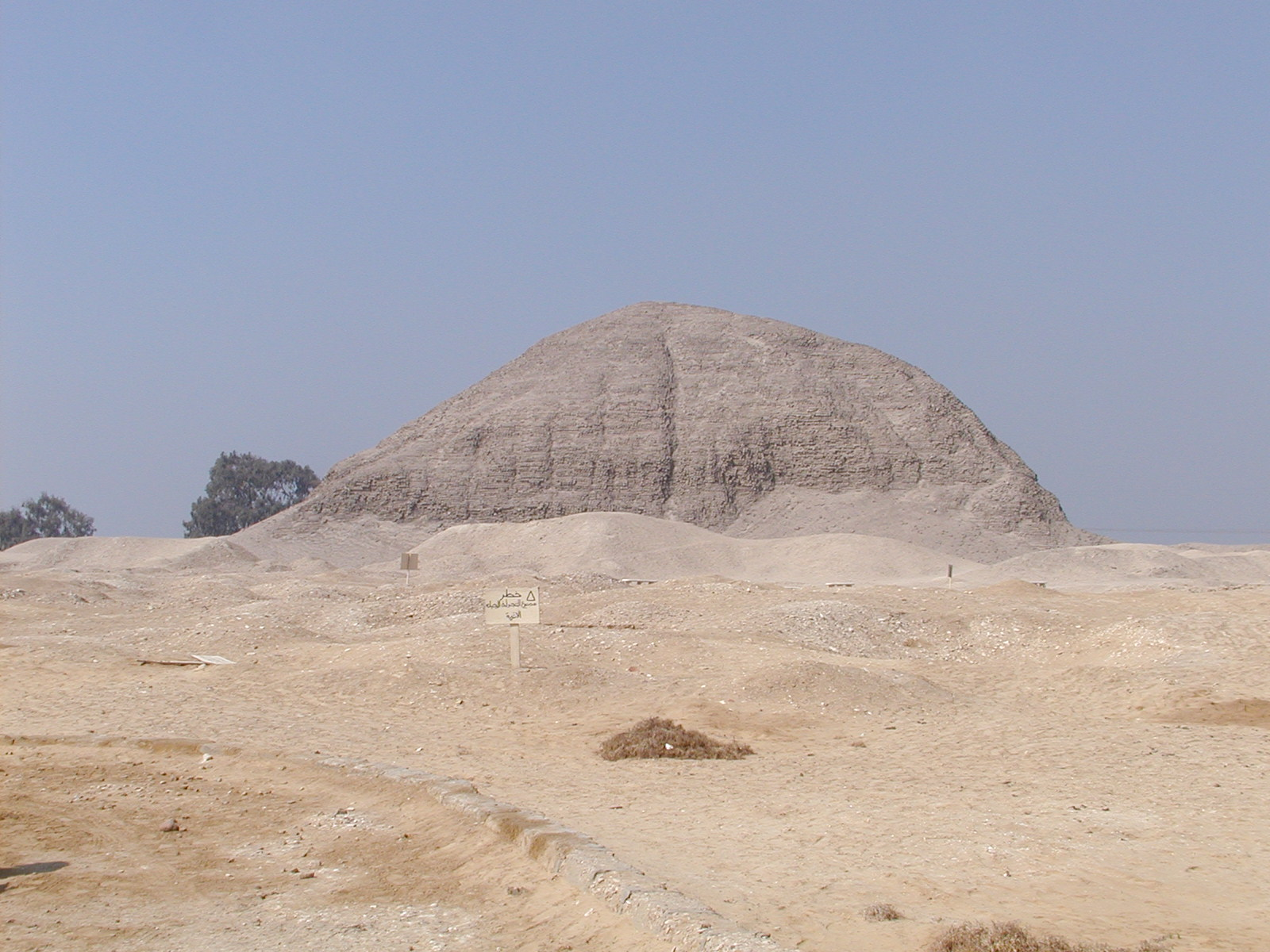
Pirâmide desmoronada que foi mandada construir para Amenemés III

Ordenou a construção de uma pirâmide em Dachur, a chamada Pirâmide Negra, mas esta teve alguns problema durante a sua construção e o projeto não foi usado pelo rei. Este complexo funerário acabará por ser usado por duas das suas rainhas. O rei foi sepultado em Hauara, onde se julga ter existido não só o complexo funerário, mas também um palácio real de grandes dimensões (teria mais de três mil quartos), que os autores gregos denominaram de Labirinto, que não chegou aos nossos dias por ter sido destruído. Estrabão elogiou-o como uma das maravilhas do mundo. No entanto, a tumba do rei foi roubada na antiguidade. Sua filha ou irmã, Neferuptá, foi enterrada em uma pirâmide separada (descoberta em 1956) a 2 km ao sudoeste do rei. O Piramídio da pirâmide de Amenemés III foi encontrado derrubado do pico de sua estrutura e preservada relativamente intacta, que está hoje localizado no Museu Egípcio do Cairo.
O Grande Canal (Mer-Uer)
Durante seu longo reinado, Amenemés  continuou o trabalho provavelmente iniciado por seu pai para ligar a depressão Faium com o Nilo. A área tinha sido um mero pântano anteriormente. Um canal de 16 km e 1,5 km de largura foi escavado, conhecido como Meruer (o Grande Canal), que agora é conhecido como Bariussefe. A barragem chamada Hauar foi executada de leste-oeste do canal e foi inclinada para a depressão Faium na inclinação de 0,01 graus. O resultante Lago Meris foi capaz de armazenar 13 bilhões de metros cúbicos de água de inundação a cada ano. Esta imensa obra de engenharia civil foi finalmente concluída por seu filho Amenemés IV e trouxe prosperidade para Faium. A área tornou-se um celeiro para o país e continuou a ser usado até 230 a.C, quando o Laum do Nilo foi assoreado. Após a conquista islâmica, o Lago Meris foi renomeado Lago Carum e o braço do Nilo O Mar de José, mas não há nenhuma relação entre o rei Amenemés III e o profeta bíblico e/ou corânico José ou Iúçufe.
O Papiro Matemático Rhind acredita-se ter sido originalmente composto na época de Amenemés. Os monumentos de Amenemés III são bastante numerosos e de excelente qualidade. Isso inclui um pequeno, mas bem decorado, templo de Medinete Maadi no Faium que ele e seu pai dedicaram à deusa da colheita Renenutete.